# Les Ailes de l'espérance
Pour plus de détails, voir Fiche technique et Distribution.

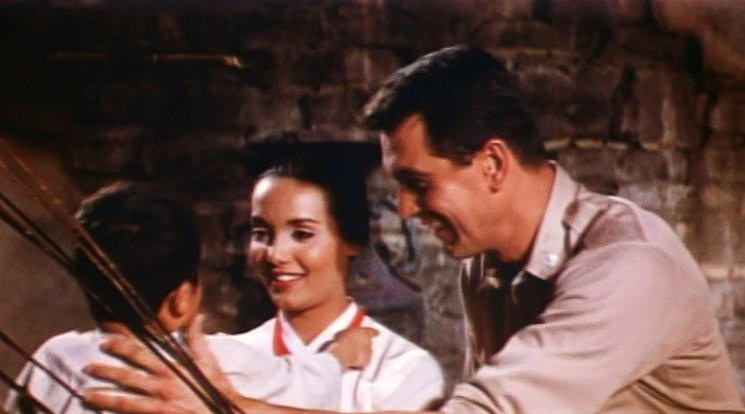
Anna Kashfi et Rock Hudson

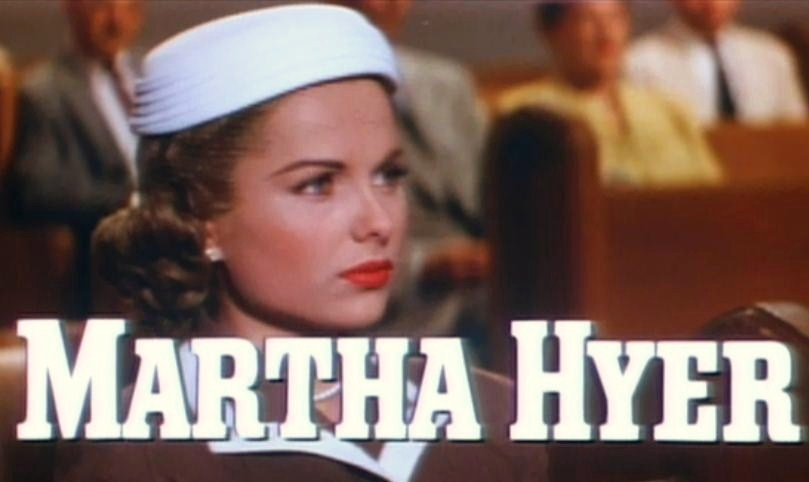

Les Ailes de l'espérance (Battle Hymn) est un film américain réalisé par Douglas Sirk en 1956, sorti en 1957.

## Synopsis
Durant la Seconde Guerre mondiale, le pilote de l'U.S. Air Force Dean Hess bombarde accidentellement un orphelinat. Plusieurs années après, hanté par ce souvenir, il est engagé durant la Guerre de Corée, avec le grade de colonel, comme pilote-instructeur. Lors d'un raid aérien, l'un de ses hommes commet la même erreur que lui en bombardant un convoi de civils, faisant ressurgir ses remords. Bientôt, l'occasion lui est donnée de se "racheter" en s'impliquant dans l'évacuation d'un groupe d'enfants coréens orphelins, puis dans la construction pour eux d'un orphelinat. Il sera aidé dans cette tâche par un sergent débrouillard, Herman, ainsi que par deux coréens, une jeune femme, En Soon Yang, et un vieil homme philosophe, Lun-Wa.

## Fiche technique
- Titre français : Les Ailes de l'espérance
- Titre original : Battle Hymn
- Réalisation : Douglas Sirk
- Scénario : Charles Grayson (en) et Vincent B. Evans, inspiré du récit autobiographique de Dean Hess (ce dernier sera sollicité par la production comme conseiller technique)
- Directeur de la photographie : Russell Metty
- Musique : Frank Skinner
- Direction artistique : Alexander Golitzen et Emrich Nicholson (en)
- Décors de plateau : Russell A. Gausman et Oliver Emert
- Costumes : Bill Thomas
- Montage : Russell F. Schoengarth
- Producteur : Ross Hunter, pour Universal Pictures
- Pays d'origine :  États-Unis
- Genre : Film de guerre
- Format : Couleurs (CinemaScope et Technicolor)
- Durée : 108 minutes
- Dates de sorties : 
  - États-Unis : 14 février 1957 (première à Marietta, Ohio)
  - France : 29 mars 1957

## Distribution
- Rock Hudson  (V.F : Bernard Noël) : Le colonel Dean Hess
- Anna Kashfi  (V.F : Joelle Janin) : En Soon Yang
- Dan Duryea : Le sergent Herman
- Don DeFore  (V.F : Claude Bertrand) : Le capitaine Skidmore
- Martha Hyer : Mary Hess
- Jock Mahoney : Le major Moore
- Alan Hale Jr. : Le sergent du mess
- James Edwards  (V.F : Bachir Touré) : Le lieutenant Maples
- Carl Benton Reid : Le révérend Edwards
- Richard Loo : Le général Kim
- Philip Ahn : Lun-Wa
- Bartlett Robinson : Le général Timberidge
- Simon Scott  (V.F : Jean Clarieux) : Le lieutenant Hollis
- Teru Shimada : L'officiel coréen
- Carleton Young  (V.F : Jacques Beauchey) : Le major Harrison
- Jung Kyoo Pyo : Chu
- Art Millan  (V.F : Jean Violette) : Le capitaine Reardon
- William Hudson : Le lieutenant de l'U.S. Navy
- Paul Sorensen : Sentry
- Earle E. Partridge (V.F : Maurice Dorléac) : Lui-même